# Table des caractères Unicode (9F000-9FFFF)
Cette page contient des caractères spéciaux ou non latins. S’ils s’affichent mal (▯, ?, etc.), consultez la page d’aide Unicode.
Cette page décrit la liste des caractères Unicode codés de U+9F000 à U+9FFFF en hexadécimal (651 264 à 655 359 en décimal).

## Sous-ensembles
Cette portion n'est pas encore attribuée.
La liste suivante montre les sous-ensembles spécifiques de cette portion d’Unicode.
| Sous-ensemble           | Réservés | Réservés | Décimal | Décimal |
| Sous-ensemble           | Début    | Fin      | Début   | Fin     |
| ----------------------- | -------- | -------- | ------- | ------- |
| —                       | 90000    | 9FFEF    | 589 824 | 655 343 |
| Spécial (fin de plan 9) | 9FFF0    | 9FFFF    | 655 344 | 655 359 |

## Liste

### Spécial(fin de plan 9)
|      | 0 | 1 | 2 | 3 | 4 | 5 | 6 | 7 | 8 | 9 | A | B | C | D | E | F |
| ---- | - | - | - | - | - | - | - | - | - | - | - | - | - | - | - | - |
| 9FFF |   |   |   |   |   |   |   |   |   |   |   |   |   |   |   |   |